# Cornol
Cornol (toponimo francese) è un comune svizzero di 1 010 abitanti del Canton Giura, nel distretto di Porrentruy.

## Monumenti e luoghi d'interesse

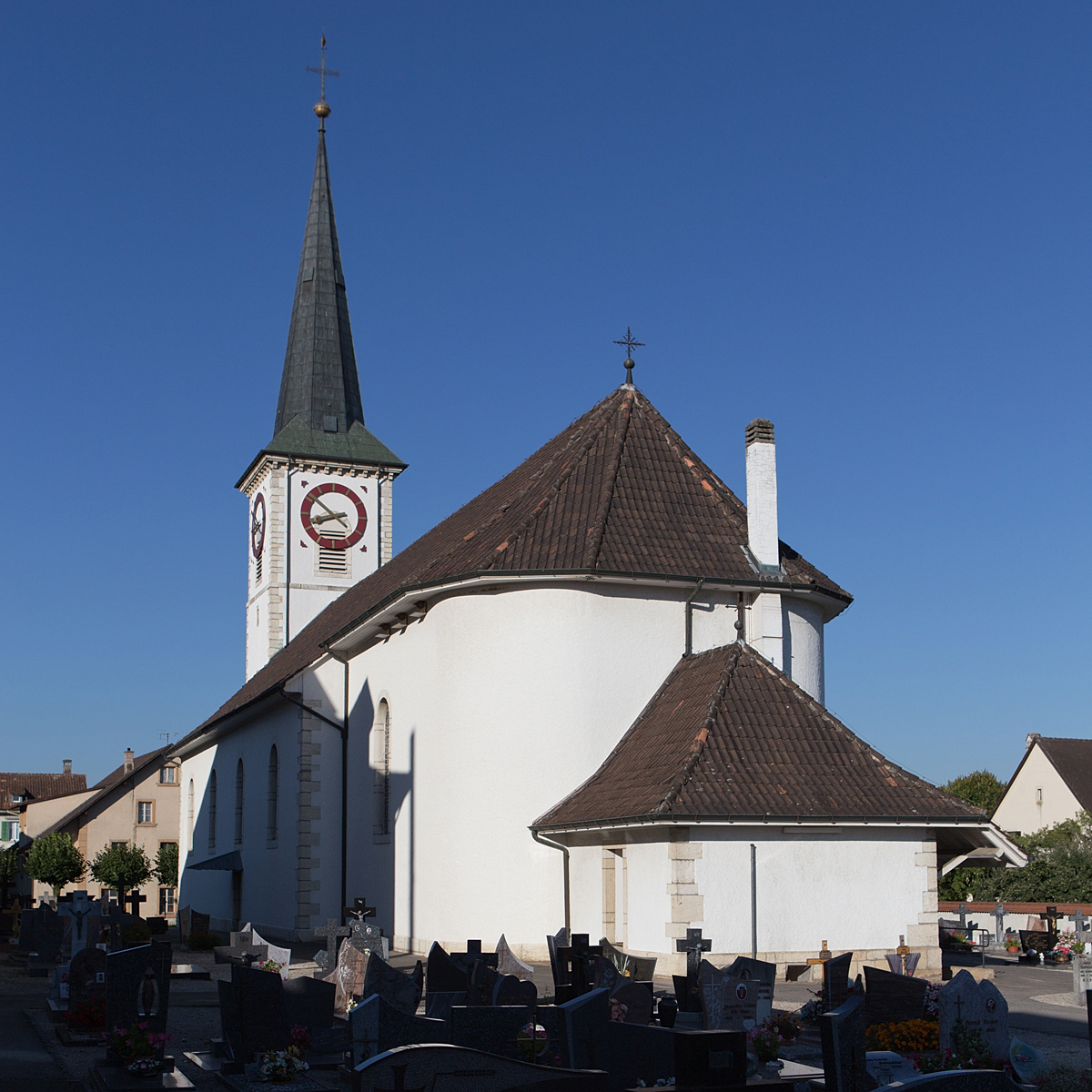
La chiesa di San Vincenzo

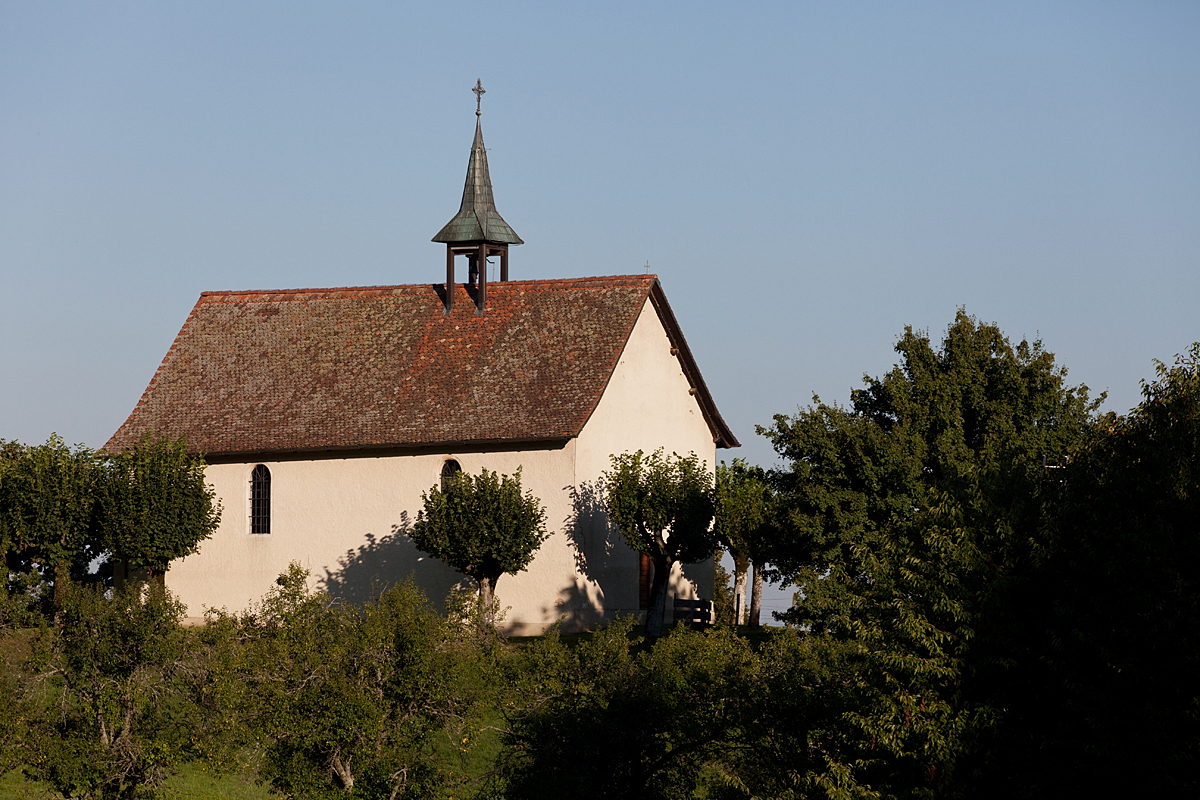
La cappella di Sant'Egidio

- Chiesa cattolica di San Vincenzo, attestata dal 1147 e ricostruita nel 1785-1786[1];
- Cappella cattolica di Sant'Egidio (già chiesa parrocchiale di San Giuliano), ricostruita nel 1701[1].

## Società

### Evoluzione demografica
L'evoluzione demografica è riportata nella seguente tabella:
Abitanti censiti

## Amministrazione
Dal 1836 comune politico e comune patriziale sono uniti nella forma del commune mixte.